# Abbazia di Santa Maria di Boulaur
L'abbazia di Santa Maria di Boulaur è un'abbazia cistercense di Boulaur (dipartimento di Gers, nella regione dei Midi-Pirenei, in Francia La sua architettura prende a modello l'abbazia di Fontevrault e non il modello gotico cistercense.

## Storia
L'abbazia venne fondata nel 1142 da Pétronille de Chemillé, badessa dell'abbazia di Fontevrault (Fontevraud-l'Abbaye), dall'arcivescovo di Auch e da Sancio I, conte di Astarac. Il nuovo monastero, dipendente dall'abbazia di Fontevrault, ebbe come prima badessa la vedova di Sancio I, Boulaur Longuebrune, che alla morte del marito aveva deciso di prendere gli ordini sacri.
Il monastero deriva il proprio nome dal latino “Locus bonus”, luogo buono, e ha donato il nome al villaggio di Boulaur, noto precedentemente come San Germerio, dal nome del vescovo di Tolosa che per primo aveva evangelizzato la regione.
Subito dopo la Rivoluzione francese le suore ritornarono nel monastero e ne restaurarono la chiesa, ma ne vennero scacciate nuovamente agli inizi del Novecento.
Il monastero è stato restaurato nel 1949 da suore appartenenti all'ordine cistercense; il monastero dispone di una piccola azienda agricola, i cui prodotti vengono lavorati e venduti localmente. Nel 1998 l'allargamento della comunità ha permesso la rinascita dell'abbazia di Rieunette, abbandonata da diversi secoli.

### Claire de Castelbajac
Le monache sono particolarmente legate alla spiritualità della serva di Dio Claire de Castelbajac ("testimone della gioia di Dio"), le cui spoglie mortali sono esposte all'interno della chiesa dell'abbazia, e sono state molto impegnate nella redazione della documentazione necessaria in supporto al suo processo di beatificazione.

## Descrizione

### Chiesa abbaziale
La chiesa abbaziale è sorretta da spessi contrafforti. Una linea di archetti decora corona le pareti. L'abside ad angoli tagliati, è ugualmente caratterizzata da contrafforti all'esterno. Una galleria superiore percorribile era destinata alla difesa e all'osservazione, così come il campanile quadrato.
La chiesa comprende tre campate, coperte con volte gotiche e due campate rinascimentali.
Affreschi trecenteschi coprono le volte del coro e la campata successiva. Davanti al coro è presente una cancellata in ferro battuto settecentesca

### Chiostro
Il chiostro seicentesco ospita una statua della Vergine col Bambino del tardo XIII secolo - inizio del XIV secolo, ritrovata sotto una tegola e soprannominata la "Bella Signora di Boulaur".
L'ala est datata alla fine del XIII secolo, in filari alternati di mattoni e pietre, è stata rimaneggiata nel XVII secolo.

## Galleria d'immagini

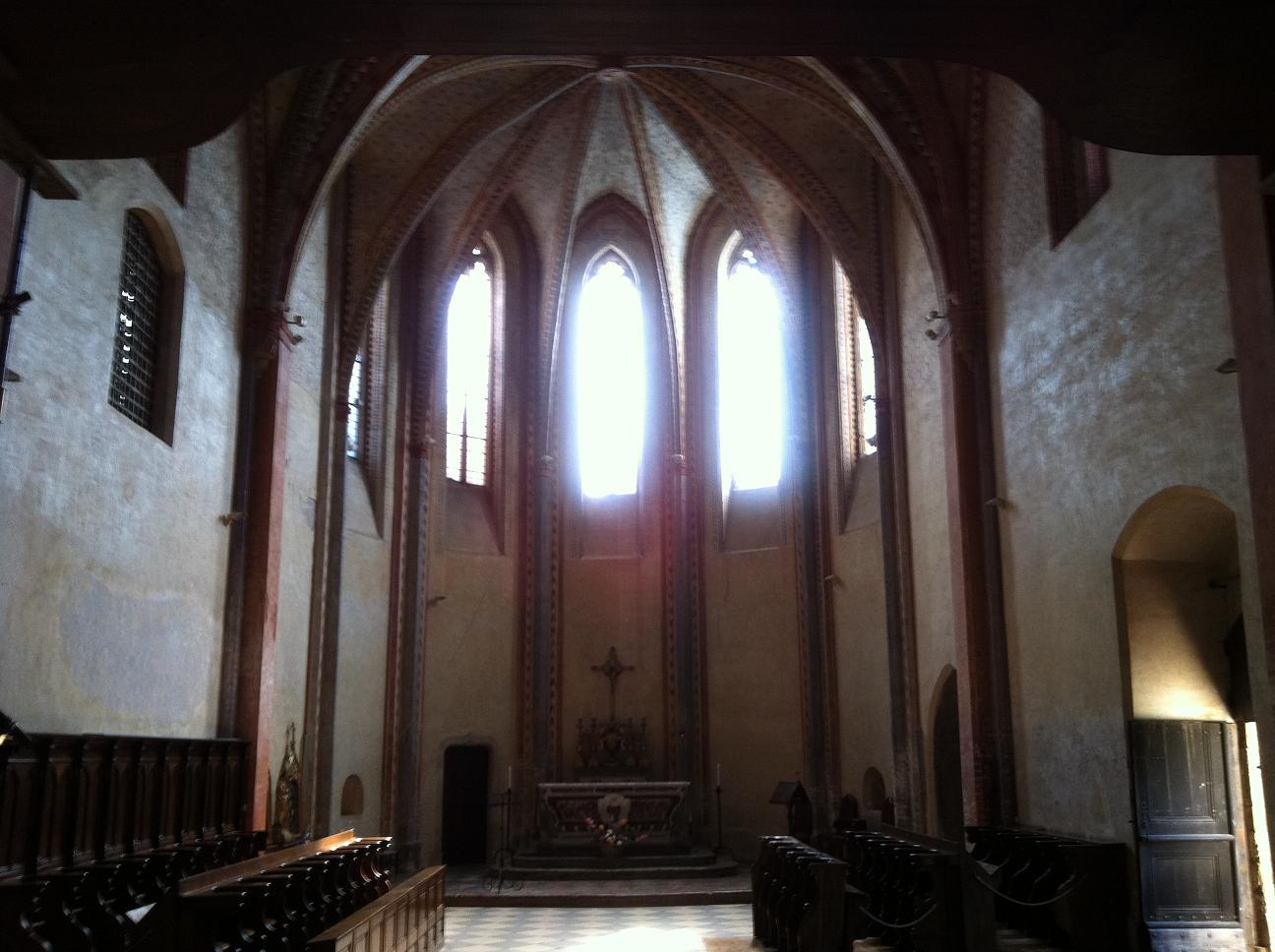
Chiesa Abbaziale
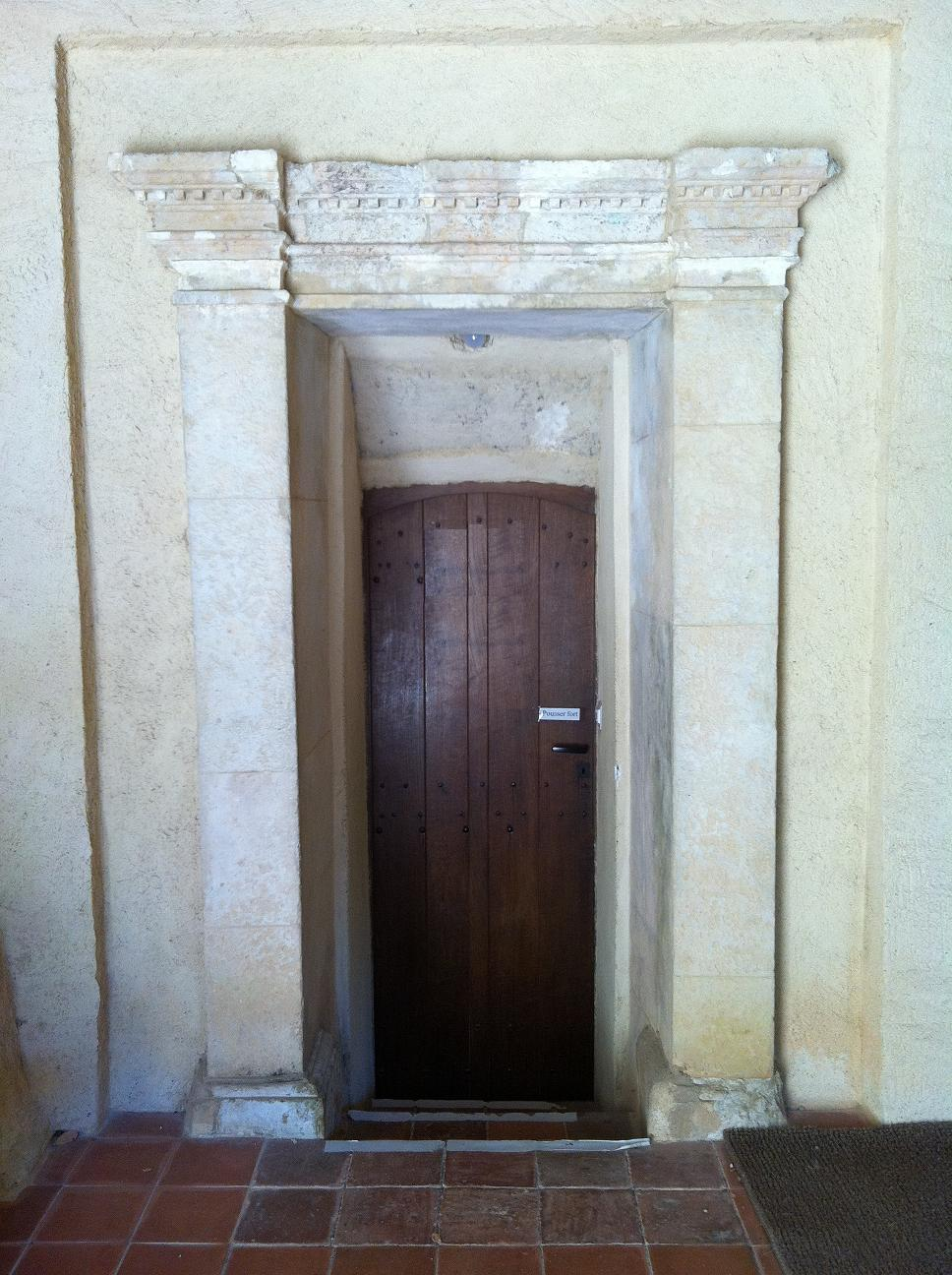
Porta d'Ingresso Principale
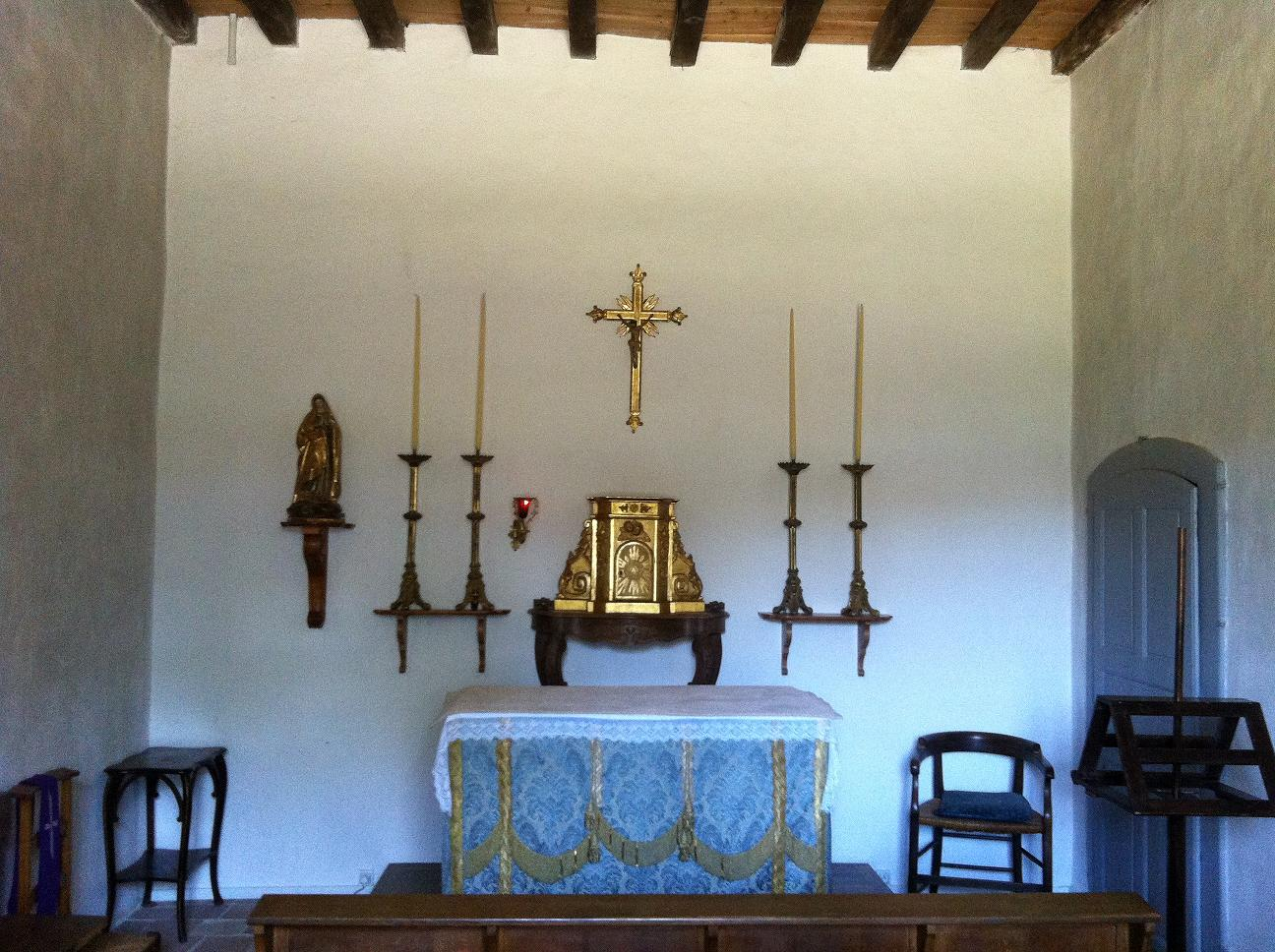
Oratorio pubblico